# شهرستان تونلیو
شهرستان تونلیو (به لاتین: Tunliu District) یک ناحیه (چین) در چین است که در چانگجی واقع شده‌است.